# Bellegarde (Gard)
Bellegarde település Franciaországban, Gard megyében. Lakosainak száma 7929 fő (2022. január 1.). Bellegarde Beaucaire, Bouillargues, Fourques, Garons, Manduel és Saint-Gilles községekkel határos.

## Népesség
A település népességének változása:
| Lakosok száma | 3052 | 3924 | 4508 | 6109 | 6559 | 6847 | 7129 | 7353 | 7550 | 7929 |
|               | 1968 | 1982 | 1990 | 2006 | 2013 | 2015 | 2017 | 2019 | 2020 | 2022 |